# Иртыш (транспортное судно)
«Ирты́ш» (рус. дореф. Иртышъ) — деревянное трёхмачтовое парусное военное транспортное судно выкупленное для Охотской флотилии. Несло службу на протяжении 19 лет, с 1843 по 1862 год.
С 14 октября 1843 года по 1 июля 1845 года совершило полукругосветное плавание из Кронштадта на Дальний Восток России. Участвовало в исследовании Тихого океана и в «Амурской экспедиции». Также транспорт неоднократно привлекался для транспортировки груза в интересах Русско-американской Компании (РАК). Весной 1855 года эвакуировало Петропавловский Порт. В дальнейшем служило на Тихом океане, разобрано в Николаевске после 1862 года.

## Предыстория
Для пополнения Охотской флотилии и выполнения грузовых рейсов, в том числе в интересах РАК, в 1843 году было рассмотрено торговое судно англ. Mercy («Милость») Велиама Никольсона, ходившее под английским флагом. Его освидетельствовали в Кронштадте и, признав годным, выкупили. Там же его переоборудовали, вооружили шестью пушками малого калибра и назвали «Иртыш». Длина судна составляла 27,28 метра (89½ фута), ширина 7,16 метра (23½ фута), водоизмещение 450 тонн. Несло парусное вооружение брига. Исполнять должность командира транспорта на время перехода поставлен вновь назначенный начальник Охотского порта капитан 1-го ранга И. В. Вонлярлярский, отправляющийся к месту службы.

### Переход
14 октября 1843 года «Иртыш», приняв груз общим весом более 275 тонн (17 000 пудов), в том числе около 10 000 пудов пятилетнего запаса Охотского порта различных материалов, несколько тысяч пудов груза для Петропавловского Порта и снабжения на 13 месяцев, вышел из Кронштадта на Дальний Восток России. Всего на борту находилось 50 человек, в том числе пополнение команды Охотской флотилии. В конце октября, выдержав сильные встречные ветра в Балтийском море, «Иртыш» зашёл на рейд Копенгагена. Через несколько дней транспорт отправился далее и, почти сразу же, попал в полосу попутного шторма, который часто менял своё направление до 8 румбов. 8 ноября изломало штурвал, нактоузы, разбило световые люки в капитанскую каюту и кают-компанию, вывернуло шестерку на боканцах, притом повредив кормовые скрепления. Шторм не утихал до самого Портсмута, куда «Иртыш» прибыл 29 ноября, проделав этот переход из Кронштадта за 45 дней.
В Портсмуте транспорт был поставлен на ремонт. Также в порту были закуплены якорные цепи для Охотского порта. После исправлений и окончания погрузки, транспорт был готов к дальнейшему плаванию, и 29 января 1844 года отправился далее. 16 февраля «Иртыш» на сутки зашёл на остров Тенерифе для пополнения пресной воды и припасов. Идя далее с северо-восточным пассатом, 13 марта была пройдена линия экватора в долготе 21°44’W. 6 апреля «Иртыш» бросил якорь на рейде Рио-де-Жанейро. После отдыха команды и восполнения припасов транспорт вышел в море в начале мая. 31 мая был пройден меридиан мыса Доброй Надежды в широте 39°10’S и взят курс на Зондский пролив. С началом июня «Иртыш» попал в очередную полосу штормов. 9 июня валом сорвало кормовую рубку, остатки которой были выброшены за борт чтобы освободить руль. С 10 числа шторм стал утихать. 11 июля «Иртыш» вошёл в Яванское море. С 16 июля по 1 августа транспорт находился в Батавии (ныне Джакарта) для пополнения пресной воды и припасов. Далее, пройдя Гаспарским проливом, вышел в Китайское море. 20 августа налетевшим шквалом на фок-мачте сломило находившуюся без парусов фор-брам-стеньгу, изломало фока-рей, треснул грота-рей и в клочки изорвало контр-бизань. Полученные повреждения вынудили не идти дальше, а спуститься в ближайший крупный порт Манила для ремонта. Ремонт продолжался с 4 сентября по 1 февраля 1845 года.
Выйдя в море и проходя Формозским проливом (Тайваньский пролив), транспорт выдержал подводное землетрясение 8 февраля с 9 часов вечера и до 6 часов утра 9 числа. Командир И. В. Вонлярлярский записал «… Первый из них в широте 19°57’N и долготе 120°40’О был так силен, что мне показалось, будто транспорт взошел на риф; я в это время был в каюте, в которой большая часть мебели сдвинулась с места. Хотя я совершенно был уверен в точности своего места и безопасности от всех известных рифов, но в этот момент были взяты все нужные предосторожности: 90 саженями диплота дна не достали. Повторение ударов убедило, что это землетрясение. На другой день видно было несколько смерчей …».
В полдень 12 февраля «Иртыш» вышел в Великий океан (Тихий океан) и 5 марта стал на якорь в порте Ллойда (Футами) на острове Пиль (Титидзима). Здесь И. В. Вонлярлярский весь март занимался поверкою хронометров и погрузкой на транспорт снабжения, пресной воды и дров. Только с наступлением апреля он покинул порт и 4 апреля прошёл группу островов Бонин-Сима. Желая уточнить положение островов Святого Иоанна и Маргариты, показанных на карте Г. А. Сарычева, но отсутствующих на картах Крузенштерна 1839 года и Дюрвилля 1845 года. В течение 12—14 апреля транспорт находился между широтами 35°4' и 36°52' N, долготами 148°9' и 151°11', но сильный туман помешал удостовериться в наличии или отсутствии указанных островов. Однако, была отмечена перемена цвета воды: из темно-синего она стала зеленоватого оттенка, виднелось много пучков морской травы, замечена коричневая черепаха и несколько раз ветром заносило на транспорт пыль красного цвета. Но так как времени было мало, а земля всё ещё обнаружена не была, И. В. Вонлярлярский прекратил исследования и продолжил своё путешествие к северу.
25 апреля с «Иртыша» сквозь туман был замечен берег Камчатки. Ночью 27 числа была встречена сплошная полоса льда. В течение следующих пяти дней транспорт шёл во льдах. В Авачинскую губу «Иртыш» зашёл 2 мая и до 15 мая в сложной ледовой обстановке подходил к Петропавловскому Порту (ныне Петропавловск-Камчатский). До 20 июня продолжалась разгрузка привезённых в порт материалов и восполнение припасов. В этот же день транспорт покинул порт и, пройдя Четвертым Курильским проливом вышел в Охотское море. В Охотск транспорт пришёл 1 июля 1845 года. Из 50 человек находившихся на «Иртыше» было 8 больных. Весь переход из Кронштадта до места назначения совершен за 594 дня. По итогу плавания, И. В. Вонлярлярский составил частную отчётную карту Зондского пролива, Яванского моря и Галгорского пролива.

## Служба

### В Охотской флотилии

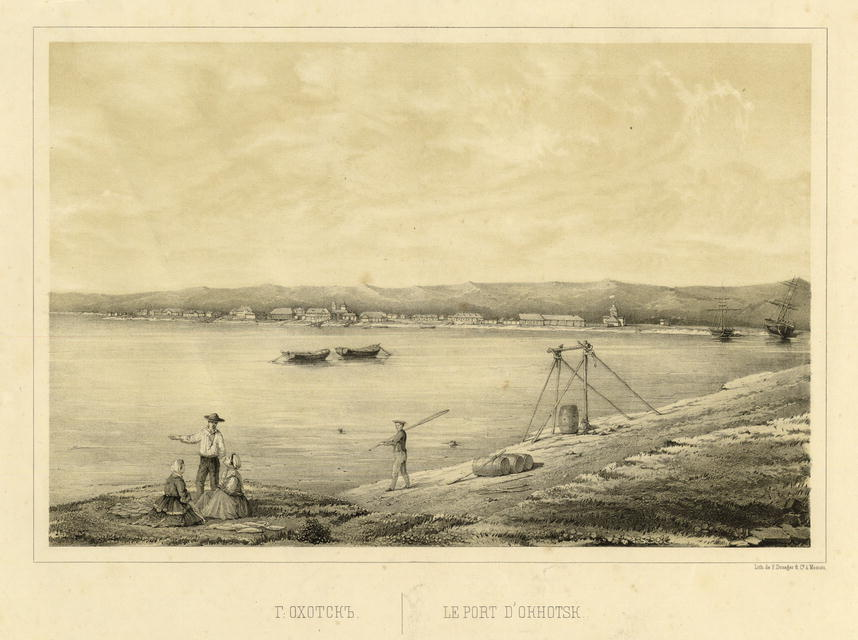
Охотск в 1856 году

По прибытии на Дальний Восток, команда была причислена к 46-у Флотскому экипажу. 12 июля И. В. Вонлярлярский принял командование Охотским портом, а командование транспортом принял старший офицер транспорта во время перехода лейтенант В. К. Поплонский. Для зимовки с 1845 на 1846 год «Иртыш» пришёл в Охотск, для этого его вместе с бригом «Охотск» вытащили на берег.
С 1846 года «Иртыш» был занят снабжением Петропавловского Порта, а также развозом продовольствия в Гижигу, Тигиль, Большерецк и Нижнекамчатск. 1 июля «Иртыш» пришел в Охотск под командованием В. К. Поплонского, уже в чине капитан-лейтенанта. Сдав груз в порт и загрузившись, на борт поднялся генерал-губернатор Восточной Сибири граф Н. Н. Муравьёв со свитой. 4 июля «Иртыш» с графом ушёл в Петропавловский Порт, но при выходе из Охотска перегруженное судно плотно село на камни. После разгрузки, транспорт стащили с камней при помощи шлюпок и многовёсельных вельботов и вывели на чистую воду, после чего заново загрузили. Дальнейшее 20-дневное плаванье до Порта прошло без происшествий.
В 1847 году «Иртыш» доставил из Охотска в Петропавловский Порт вновь назначенного помощника начальника Камчатки капитан-лейтенанта Н. А. Стеценко. Осенью 1848 года «Иртыш» ушёл в Петропавловский Порт на зимовку.

#### Кампания 1849 года
С началом навигации 1849 года «Иртыш» под командованием капитан-лейтенанта Д. И. (А. О.) Рудакова отправился из Петропавловского Порта к Сандвичевым островам. 31 марта в Гонолулу был встречен капитан-лейтенант Г. И. Невельской на транспорте «Байкал». Во время пасхальной недели оба транспорта были открыты для посещения. А позже, русские офицеры были приняты королём Гавайских островов Камеамеа III. 13 мая суда встретились в Петропавловском Порту и по распоряжению графа Н. Н. Муравьёва на «Иртыш» был принят груз с «Байкала», предназначавшийся для Охотска. Работами руководили Рудаков, Г. И. Невельской и комендант Камчатки Р. Г. Машин. По окончании работ «Байкал» отправился для изучения Сахалина и устья Амура, а «Иртыш» 28 мая ушёл в Охотск.
В июле 1849 года военный генерал-губернатор Восточной Сибири граф Н. Н. Муравьёв со свитой совершил на «Иртыше» вояж на Камчатку. 25 июля «Иртыш» прибыл в Петропавловский Порт. Изучив местность, граф лично определил места строительства новых артиллерийских батарей — на Сигнальном мысе, Петропавловской косе и у озера Култушного. Накануне отплытия сопровождавшая графа Лиза Кристиани устроила виолончельный концерт для жителей Петропавловского Порта. 2 августа граф со свитой оставил Порт и на «Иртыше» отправился к Сахалину в надежде встретить Г. И. Невельского, несмотря на то, что ранее местом встречи был назначен Аян. По выходе из Авачинской губы «Иртыш» попал в полосу штиля. Дрейф продолжался в течение 10 дней, за время которых было пройдено всего 200 морских миль вдоль Курильских островов. 12 августа наконец поднялся ветер и «Иртыш» смог выйти в Охотское море через Четвертый Курильский пролив. 14 августа был встречен идущий в Охотск бриг «Курил» на который передали почту и личную корреспонденцию графа для отправки её в Петербург. Не встретив «Байкал» у Сахалина, «Иртыш» пошёл к Шантарским островам, не найдя «Байкал» и там, взял курс на Аян. В ходе этого плавания на графа произвела сильное впечатление Авачинская губа, и он наметил план о переносе всей флотилии в эти места. Так же он лично познакомился с последствиями хищнической ловли китов в Охотском море у северного Сахалина и Курильских островов американскими браконьерами и о произволе который они учиняли в селениях местных жителей.
31 августа «Иртыш» пришёл в заливе Аян, где застал бот «Кадьяк» под командованием П. Ф. Гаврилова. На борт «Иртыша» с докладом поднялся штабс-капитан М. С. Корсаков и сообщил что, возможно, «Байкал» погиб в лимане Амура. Но 1 сентября в заливе показался «Байкал», он салютовал «Иртышу» под вице-адмиральским флагом графа Н. Н. Муравьёва девятью пушечными выстрелами — «Иртыш» ответил семью выстрелами. Вскоре Г. И. Невельской сообщил графу: «Сахалин — остров, вход в лиман и реку Амур возможен для морских судов с севера и юга. Вековое заблуждение положительно разсеяно, истина обнаружилась!». 5 сентября граф съехал с «Иртыша» и отбыл в Якутск, а транспорт из Аяна ушёл к Камчатке. На зимовку «Иртыш» был втянут в устье реки Камчатка, там же «Иртыш», «Байкал» и «Камчадал» были отремонтированы ККИ подпоручиком К. Я. Гезехусом на наскоро устроенной верфи.

### В Камчатской флотилии

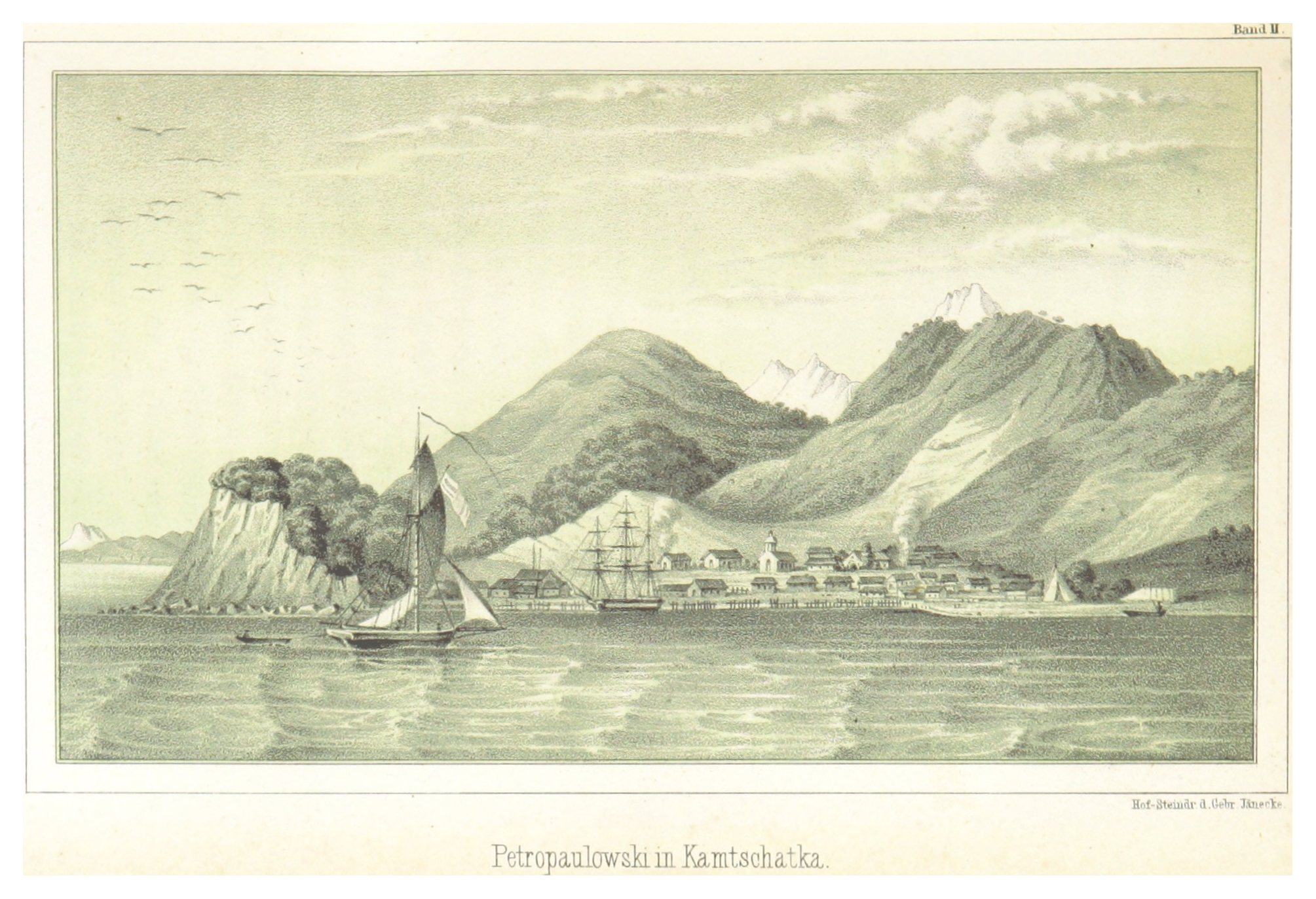
Петропавловский Порт в 1858 году

В 1850 году по настоянию графа Н. Н. Муравьёва был издан приказ начальника Главного морского штаба об упразднении Охотского порта и создании на Камчатке флотского экипажа под командованием В. С. Завойко. В связи с этим все корабли Охотский флотский перебазировались на Камчатку. Также, с этого периода, в экспедицию Г. И. Невельского, позже названную «Амурская экспедиция», для устройства новых постов были выделены «Байкал», «Иртыш» и «Охотск» от флотилии, барк «Шелихов» от РАК и специально выстроенные на деньги иркутского купца и золотопромышленника Е. А. Кузнецова колёсные пароходы «Аргунь» и «Шилка».
В 1851 году на «Иртыш» была сделана основная ставка по переносу главной станции Русско-американской Кампании из Охотска в Аян и по переброске сформированных команд и груза в Петровское зимовье (ныне не существующее поселение) в залив Счастья.
3 июня 1852 года «Иртыш» отправился со снабжением из Петропавловского Порта в Аян.

#### Кампания 1853 года

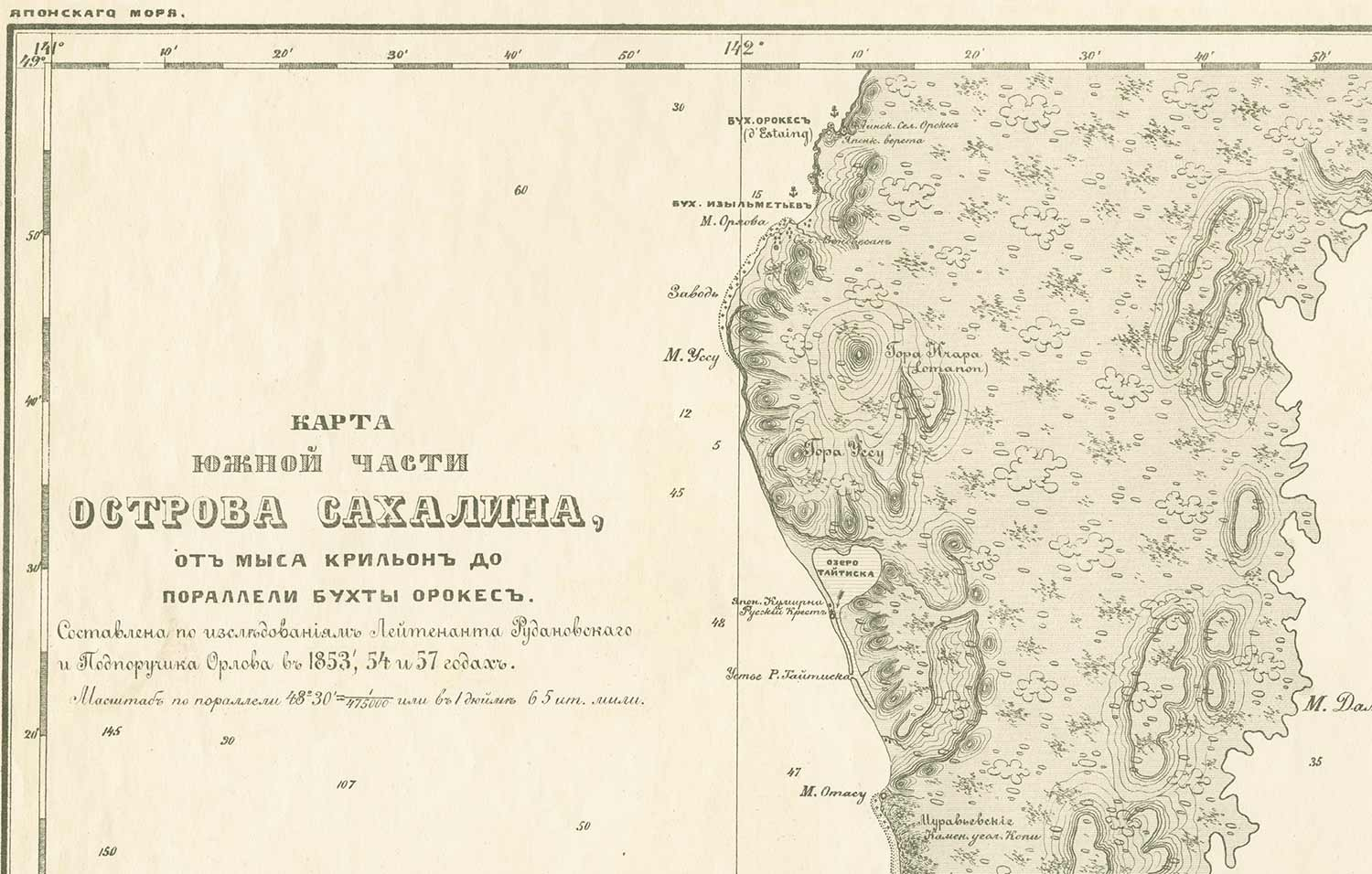
Фрагмент карты острова Сахалин Н. В. Рудановского и Д. И. Орлова

В 1853 году командиром транспорта назначен лейтенант П. Ф. Гаврилов. 26 мая «Иртыш» и «Байкал» отправились с почтой в Аян, а оттуда доставили груз для Петропавловского Порта. Тем временем Англия, желая остановить усиление России на Тихом океане, пообещало некие преференции и поддержку Японии, если ей удастся вытеснить русских с Сахалина. Летом 1853 года было принято решение основать новые порты и русские селения и посты на южном Сахалине с целью утвердить права России на эти земли и помешать захвату Сахалина иностранными державами. Из-за недостаточности боевых сил для исполнения этого решения, была достигнута договорённость с Русско-американской Компанией, которой предписывалось основать там посты, которые власти Восточной Сибири признают важнейшими, назначить на остров правителя, подчиняющегося в политических вопросах генерал-губернатору Восточной Сибири и исследовать ресурсы южного Сахалина. Офицеры и низшие чины в посты назначались генерал-губернатором Восточной Сибири. Компания обязывалась не допускать на Сахалине возникновения иностранных поселений и иметь достаточное число вооружённых судов для охранения берегов, а в случае военного вторжения помогать правительственных войскам. На все эти действия РАК получила безвозвратную ссуду в размере 50 000 рублей серебром.
«Иртыш», «Байкал» и транспорт РАК «Император Николай I» были привлечены к перевозке войск на Сахалин. В июле — августе 1853 года в заливе Анива, где был основан Муравьёвский пост (ныне Корсаков), высажен десант во главе с лейтенантом Н. В. Рудановским. 30 августа был высажен другой десант под командованием КФШ подпоручика Д. И. Орлова в устье реки Кусуннай, основавший пост Кусуннайский (ныне Ильинское). Правителем Сахалина назначен майор Н. В. Буссе. Далее потребовалось усилить военное присутствие на Сахалине, так как японское правительство начало посылать всё новые и новые десанты на остров. 6 сентября «Иртыш» пришёл на рейд Петровского Зимовья, где уже находились «Байкал» и «Император Николай I». Отсюда «Иртыш» ушёл в Петропавловский Порт, и далее в сентябре, ушёл на Сахалин для вытеснения японцев, доставив по пути груз в Аян.
После длительного плавания на «Иртыше» почти подходил к концу припасы, команда была наполовину больной, а сам транспорт требовал ремонта и лейтенант П. Ф. Гаврилов взял курс к Муравьёвскому посту, где находилось снабжение для кораблей флотилии, рассчитывая остаться там на зимовку. 2 октября на подходе к селению Тамари-Анива была встречена шлюпка с лейтенантом Н. В. Рудановским, который передал приказ майора Н. В. Буссе об отправки транспорта на зимовку в Императорскую гавань (ныне Советская Гавань), не допустив транспорт даже до якорной стоянки и не осведомившись лично о положении дел на транспорте. А в дополнение, также в Императорскую Гавань, на «Иртыше» он отправил КФШ подпоручика Д. И. Орлова с пятью якутскими казаками и одним матросом, которые пришли в селение по стечению обстоятельств в этот же день. Как писал сам Н. В. Буссе в своём дневнике «противный ветер и дурные качества транспорта не позволяли ему подойти к нам. Наконец 31 сентября показался парус милях в 10-ти от нас. С беспокойством смотрел я на едва державшегося „Иртыша“ короткими галсами. Боясь, чтобы не было поздно ему идти на зимовку; я послал шлюпку с приказанием Рудановскому возвратиться, а транспорту следовать на зимовку».

##### Зимовка 1853—1854 годов

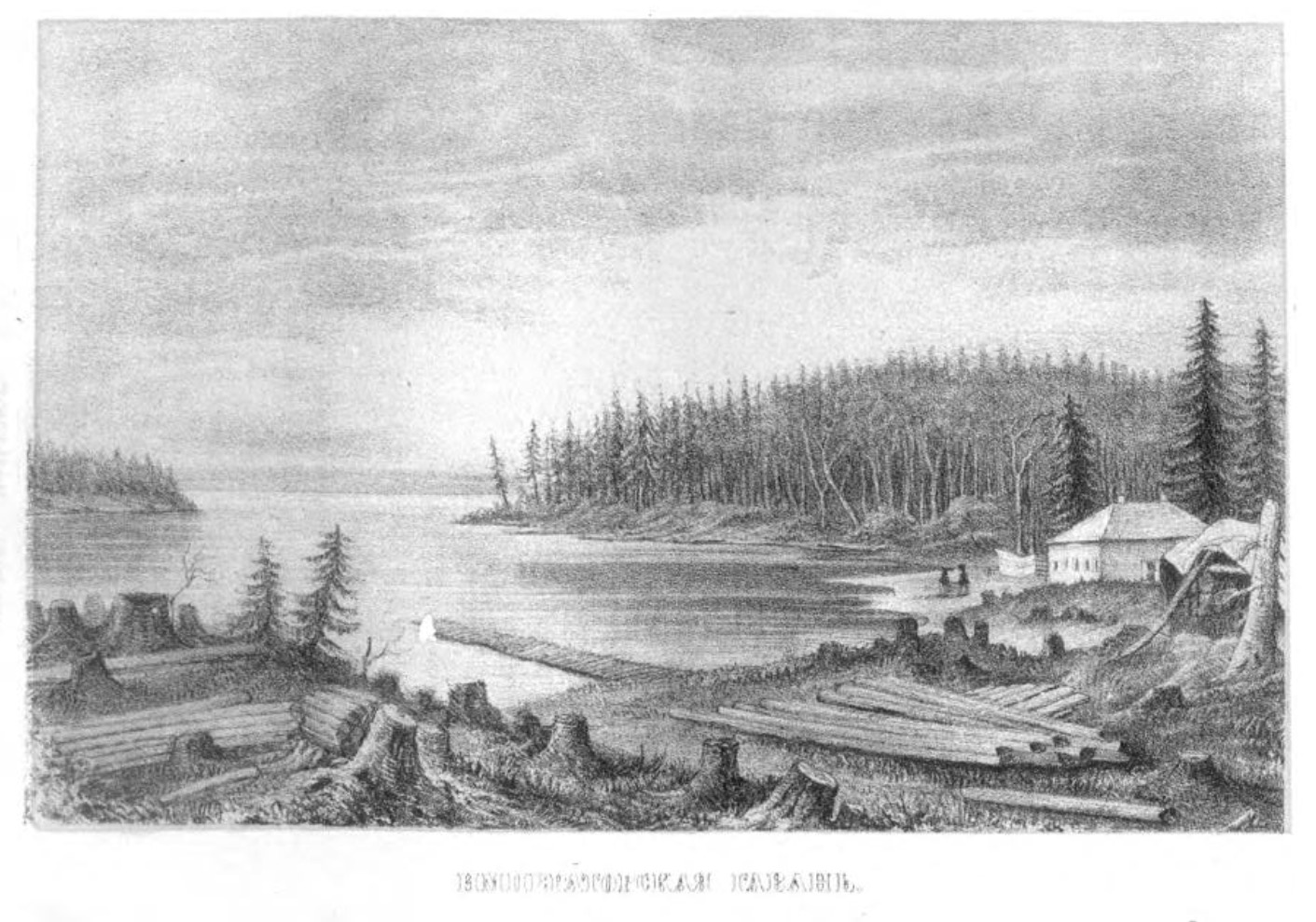
Императорская Гавань, конец 1850-х годов

В Гавань «Иртыш» пришёл 11 октября без руля, он был потерян во время шторма. В бухте Хади (ныне бухта Постовая) у поста уже с 7 октября находился «Император Николай I» под командованием шкипера Мартина Клинковстрёма и экспедиция Н. К. Бошняка (на время зимовки назначен начальником поста). М. Клинковстрём и Н. К. Бошняк поднялись на борт «Иртыша», их встретили П. Ф. Гаврилов и Д. И. Орлов, после непродолжительной беседы они сразу же отправили больных в шлюпке на берег. Совместными усилиями трёх команд «Иртыш» был поставлен на два якоря для зимовки.
Тем самым в посту, предусмотренном для зимовки 12 человек, собрался 91 человек — 48 человек команды «Иртыша», 24 человека команды транспорта «Император Николай I», 12 человек поста и 7 человек экспедиции Д. И. Орлова. На следующий день в кают-компании «Иртыша» был собран офицерский совет по вопросам зимовки. В этот же день команда «Иртыша» приступила к строительству для себя барака на берегу. П. Ф. Гаврилов, Д. И. Орлов и Н. К. Бошняк разместились на «Иртыше» в каюте капитана. В домике постовой команды устроили лазарет. Команда «Императора Николая I» осталась на своём транспорте, так как он имел двойную палубу и был рассчитан на плавание в северных широтах, также на нём в большом количестве был провиант: мука, крупа, масло, гамбургская и аянская солонина, чай, сахар, рис, белые сухари, вино и водка. Но М. Клинковстрём оберегал его и с большой неохотой делился им с другими зимующими. 20 октября в гавань пришла шхуна «Восток», шедшая из Петровского зимовья в Японию под командованием капитан-лейтенанта В. А. Римского-корсакова. Узнав о положении дел, командир передал зимовщикам 112 банок консервов, небольшое количество свежего мяса сивуча, чай, сахар, шесть вёдер вина и, даже, снял стёкла со световых люков своей шхуны для строящегося на берегу барака. Зимовщики послали на шхуну пресную воду на своих баркасах. 23 октября «Восток» ушёл.
С ноября положение стало ухудшаться — запасы провизии таяли, а охота не приносила дивидендов и люди стали голодать, у зимовщиков вспыхнула цинга. 25 ноября умер помощник Гаврилова — А. М. Чудинов. Н. К. Бошняк записал в своём дневнике: «При таком положении вещей, надобно ожидать весьма печального исхода этой зимовки, особливо относительно команды „Иртыша“, которую г. Буссе не позаботился снабдить всем нужным и не переменил даже больных людей».
Утром 28 ноября Д. И. Орлов с казаками отправился на собачьих упряжках в Мариинский пост, где передал бедственное положение дел Д. Г. Разградскому и Петрову, и далее направился в Петровское зимовье к Г. И. Невельскому. После отбытия Д. И. Орлова, Д. Г. Разградский нанял гольдов, которые отправились с продовольствием в Императорскую Гавань на нартах. В Петровское зимовье Д. И. Орлов прибыл 10 января 1854 года. Г. И. Невельской распорядился срочно отправить в Гавань тунгуса Афоню с оленями. Через несколько дней Д. И. Орлов и сам отправился в обратный путь. Афоня с другими тунгусами, преодолев путь за полтора месяца от Николаевского поста, где взяли оленей, прошли сначала по Амуру, далее по горам и через хребты вышли к зимовщикам в конце февраля. Также они доставили письма и распоряжения от Г. И. Невельского.
19 апреля 1854 года со снабжением прибыл корвет «Оливуца». Так же в это время Д. И. Орлов на нартах с лучшими собаками возвращался в Императорскую Гавань, по его настоянию и распоряжению Г. И. Невельского туда гнали стадо оленей для прокорма. 23 апреля (5 мая) 1854 года в Императорскую Гавань пришло судно РАК «Князь Меньшиков» с К. Н. Посьетом на борту. П. Ф. Гаврилов был крайне болен и новым командиром «Иртыша» назначили капитан-лейтенанта Н. М. Чихачёва из старший офицер корвета «Оливуца», который в этот же день вступил в должность. Судно стали готовить к кампании. Через несколько дней ушёл «Оливуца», приняв на борт всех больных. За всё время зимовки на «Иртыше» умерли от голода 1 офицер и 12 матросов, на «Николае I» 4 человека и 2 человека из команды Н. К. Бошняка. Далее транспорта получили распоряжение заниматься перевозкой имущества из Муравьёвского поста в Императорскую Гавань.

#### Крымская война
На время возможных боевых действий 1854 года, команда «Иртыша» была увеличена до 63 человек. Из Императорской Гавани «Иртыш» и «Князь Меньшиков» отправились в залив Анива. По представлению совета офицеров, решением адмирала графа Е. В. Путятина пост Муравьёвский был упразднён, а Н. В. Буссе переведён в Императорскую Гавань. И транспорта были назначены для перевозки постовой команды и имущества. Сделав первый рейс, во второй рейс «Иртыш» отправился вместе с «Николаем I». 19 мая шедшие транспорта в Муравьёвский пост встретили у мыса Крильон «Байкал». Приход русских судов в Муравьёвский пост был как нельзя кстати, так как ещё 17 мая в бухте Томари-Анива высадились 46 человек японского десанта. Японское правительство, поверевшее англичанам, обещавших отдать им Сахалин, посылало всё новые и новые десанты на остров. Всего за сутки были забраны оставшиеся в посту вещи и достигнута Императорская Гавань.
20 мая в Императорской Гаване собрались «Паллада», «Иртыш», «Восток», «Князь Меньшиков» и «Император Николай I» — команды занялись устройством военного поста. В первых числах июня «Иртыш» и «Двина» доставили графа Н. Н. Муравьёва в Александровский пост (ныне Де-Кастри) в заливе Де-Кастри (ныне залив Чихачёва). К 11 числу на рейде сосредоточились «Иртыш», «Двина», «Байкал» и «Восток». 24 июня «Иртыш» и «Двина» под флагом капитана над Петропавловским портом командира 47-го Флотского экипажа и помощника Камчатского военного губернатора В. С. Завойко капитана 1-го ранга А. П. Арбузова отправились из залива Де-Кастри в Петропавловский Порт с 350 военными подкрепления и продовольствием ввиду возможных военных обстоятельств. Срочно разгрузившись, «Иртыш» ушёл в Аян.
К 11 июня «Иртыш», «Двина», «Байкал» и «Восток» сосредоточились в Де-Кастри. Здесь прошёл совет графа Е. В. Путятина, Г. И. Невельского, В. А. Римского-Корсакова, Н. М. Чихачёва, в ходе которого был решён ряд вопросов, связанных с предстоящей войной, рассредоточения сил и экспедицией Г. И. Невельского. Отсюда «Иртыш» отправился в Аян.
Начавшиеся действия английского флота заставили генерал-губернатора отправить «Восток» с экстренными депешами в Петропавловский Порт. В последних числах июня грузовой бот Русско-американской Компании встретил береговой караул в красных мундирах, при приближении к которому по боту был открыт ружейный огонь. Быстро удалившись, у самого входа в Авачинскую губу бот встретил «Восток» и предупредил о нахождении неприятеля на подступах к Петропавловскому Порту. «Восток» отправился в Большерецк, на меридиане мыса Лопатка был встречен «Байкал» с Г. И. Невельским. Его предупредили о положении дел и переправили на «Байкал» всю почту и депеши, после чего Г. И. Невельской отправил «Восток» в залив Счастья, а в Большерецк пошёл сам, в надежде встретить по пути идущий из Аяна в Петропавловский Порт «Иртышь» и предупредить его об опасности. Отослав корреспонденцию в Петропавловский Порт по суше, «Байкал» ушёл в Де-Кастри. В это время «Иртыш», по одной из версий, подходя к мысу Лопатка получил сведения от алеутов на паре байдарок, что в Петропавловский Порт идти опасно и Н. М. Чихачёв принял решение укрыться в заливе Счастья; по другой версии — «Иртыш» задержался в Аяне из-за долгой погрузки, и в Петропавловский Порт пришёл после ухода англо-французской эскадры, а оттуда отправился к Петровскому зимовью.
13 августа «Иртыш» и «Восток», находившиеся у Петровского зимовья, в 11 часов утра пушечными выстрелами приветствовали Г. И. Невельского на «Байкале», прошедшего Амурский лиман с юга на север, тем самым доказав, что и парусные суда способны на это. Ранее такой путь проделал только капитан-лейтенант В. А. Римский-Корсаков на паровом «Востоке». В октябре «Иртыш» окончил кампанию и разоружился на зимовку в Петропавловском порту. Здесь же зимовали фрегат «Аврора», корвет «Оливуца», транспорта «Байкал», «Двина», боты «Кадьяк» и № 1.

##### Уход из Петропавловского Порта

Знамя английского десанта, взятое в бою 24 августа 1854 года

После отражения первой атаки на Петропавловск, стало ясно о том, что вторую атаку успешно отразить не удастся, и в марте 1855 года последовал приказ военного генерал-губернатора Восточной Сибири Н. Н. Муравьёва о передислокации флотилии в устье Амура к Николаевскому посту (ныне Николаевск-на-Амуре). Для вывода кораблей из гавани во льду был прорублен проход, и с 29 марта начался вывод судов. Этим же днём капитан-лейтенант Н. М. Чихачёв назначен командовать транспортом «Двина», а на должность командира вновь назначен П. Ф. Гаврилов уже в чине капитан-лейтенанта. При эвакуации из Петропавловского Порта, на «Иртыш» была погружена вся флотская библиотека, основанная офицерами ещё в Охотске и к 1855 году насчитывавшая около 2000 томов, но при передачи её в Николаевскую библиотеку вошло только 1417 томов, так как часть книг была утрачена при транспортировке.
Первыми 4 апреля вышли на чистую воду «Байкал», «Иртыш» и бот № 1 и взяли курс на Де-Кастри. 5 апреля бот «Кадьяк». 6 апреля «Аврора» и «Оливуца», а «Двина» села на мель. Только 10 апреля, во время прилива и усиления ветра, судно самостоятельно снялось и отправилось догонять караван. На суда и корабли было погружено буквально всё — от военного имущества до досок, балок и дверей частных домов. Почти всё оставшееся в порту, что не смогли забрать, было сожжено, а земляные укрепления срыты. В селении остались есаул Мартынов с отрядом составленным из казаков и ополченцев и несколько жителей. Первым, 27 апреля, в залив Де-Кастри (ныне залив Чихачёва) прибыл «Двина» и этим же днём «Иртыш». 1 мая, посетив Императорскую Гавань, пришёл «Оливуца» с В. С. Завойко на борту. Он, в ожидании прихода неприятельских кораблей приказал свезти всех женщин, детей и прочих штатских на берег и отправил их сушей вокруг озера Кизи в Мариинский пост. 4 мая пришли «Аврора», боты и след за ними, вечером, «Байкал». По их прибытии началась разгрузка и с них. Всего на берег было свезено 236 человек и большая часть груза. Далее В. С. Завойко отправил палубный бот № 1 на разведку ледовой обстановки в проливе, и оставшимся кораблям приказал организовать оборону.
В случае начала массированной атаки — по сигналу к бою «Аврора», «Оливуца» и «Двина» должны были стать по диспозиции у отмелей на цепях, а безоружные «Байкал» и «Иртыш» отойти под берег где бы снарядили как брандеры в качестве крайней меры. В случае неотразимой атаки командиры имели приказание вооружить свои команды и свезти их на берег, а корабли сжечь. Разгрузка окончилась 4 мая, а утром следующего дня корабли заняли свои места в виду возможного боя — были выстроены в линию — впереди «Аврора», «Оливуца» и «Двина», а за ними «Иртыш» и «Байкал». В. С. Завойко ждал прибытия новостей о ледовой обстановке. 8 мая на подходе к заливу показался отряд кораблей без национальных флагов. Как выяснилось, это были английские корабли — парусный фрегат «Сибилл» (англ. HMS Sybille), винтовой корвет «Хорнет» (англ. HSM Hornet) и бриг «Биттерн» (англ. HMS Bittern). Отрядом командовал коммодор Чарльз Эллиот (англ. Charles Elliot). Первым на сближение пошёл «Хорнет», выбрав «Оливуца» — каждый корабль сделал по два выстрела, «Аврора» приготовился вступить в бой и английский корвет отступил. Далее Эллиот отправил «Хорнет» за подкреплением, приказал кораблям «Сибилл» и «Биттерн» блокировать залив, так как предполагал, что Сахалин является полуостровом и занял выжидательную позицию.
14 мая В. С. Завойко наконец получил сведения о ледовой обстановке в проливе, и в ночь приказал перейти под укрытием тумана в Амурский лиман. Для этого все суда были взяты на буксиры всеми своими лодками. Уход русских судов оказался как нельзя во время, так как в этот же день к кораблям Эллиота подошли корабли Стирлинга, и все эти корабли отправились на поиск русских. К 24 мая караван стал под прикрытие артиллерийской батареи на мысе Лазарева. Окончив нужную разгрузку транспортов, батарея была снята и до конца июня все суда были введены в устье Амура, после чего их разоружили и оставили на зимовку.

### В составе Сибирской военной флотилии
К началу навигации 1856 года транспорт был вооружён. В связи с переформированием Камчатской флотилии, на должность командующего морских сил, находящихся в устье реки Амур (будущая Сибирская военная флотилия) был назначен В. С. Завойко. Первыми транспортами новой флотилии стали «Иртыш» и «Байкал». А командир «Иртыша» капитан-лейтенант П. Ф. Гаврилов был включён в объединённый штаб. 18 марта 1856 года в Париже был подписан мирный договор, тем самым был положен конец Крымской войне, и балтийские корабли «Аврора», «Оливуца» и «Двина» были отозваны в Кронштадт. В июне на должность командира был назначен капитан-лейтенант А. А. Болтин. 20 июня в Николаевский пост на «Востоке» прибыли В. С. Завойко и Г. И. Невельской с семействами, они пересели на «Иртыш» и в начале июля отправились на нём в Аян. Далее, в основном, «Иртыш», «Байкал», боты № 1 и «Кадьяк» занимались обустройством нового места базирования.
В навигацию 1856—1857 годов «Иртыш» под командованием А. А. Болтина занимался уточнением гидрографических карт от Аяна до Амурского лимана. Зимовку на 1857 год «Иртыш» провёл в амурской протоке Пальво и до марта оставался там блокированным. В июне-июле 1857 года пароходо-корвет «Америка» отбуксировал «Иртыш» в Императорскую Гавань, где он и остался на зимовку.

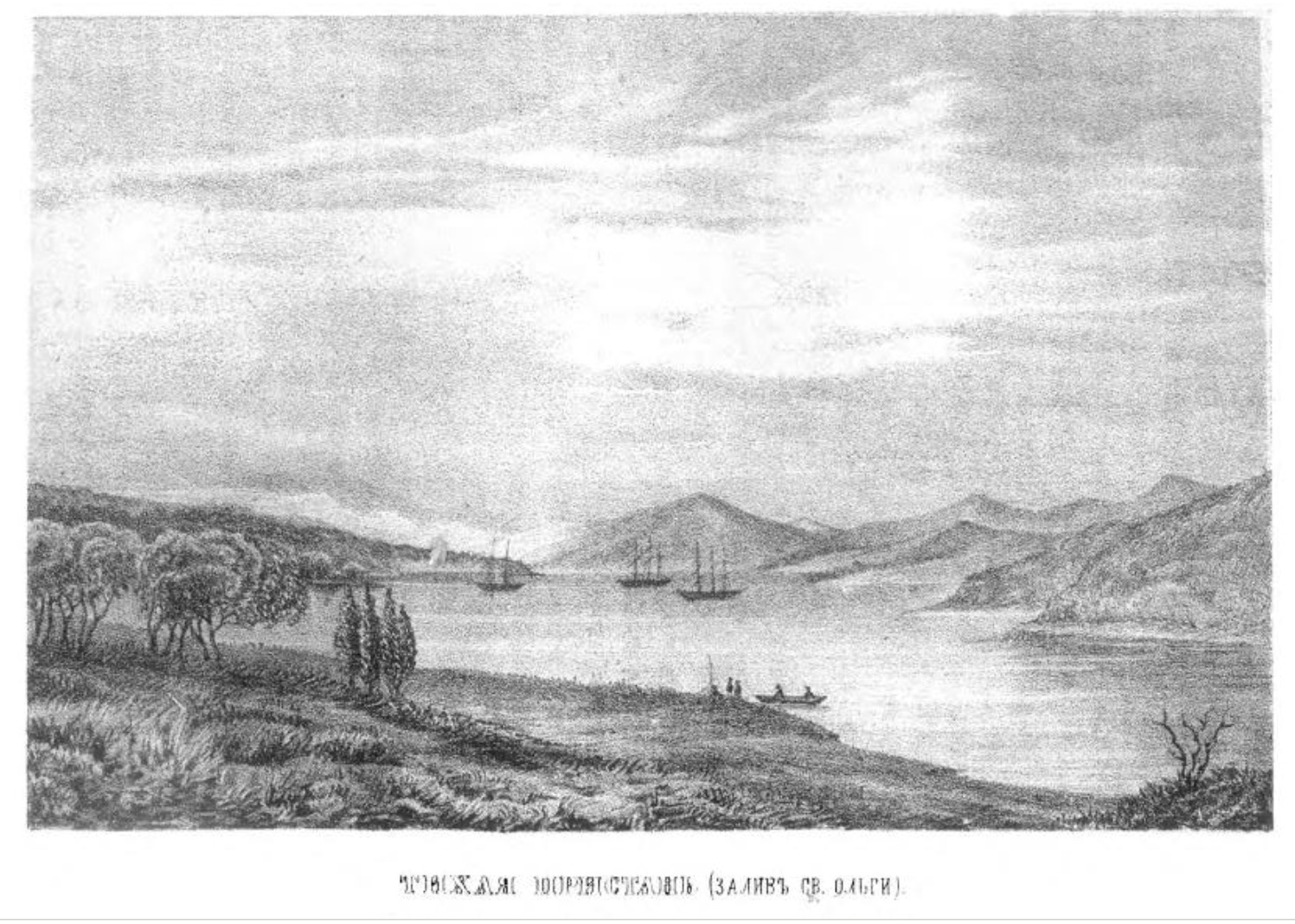
Гавань Тихая Пристань, конец 1850-х годов

С 1859 года транспорт занимал брандвахтенный пост в гаване Тихая Пристань в заливе Святой Ольги. К концу 1860 года «Иртыш» уже был негодными к плаванию, но оставался на брандвахте в заливе Святой Ольги. В январе 1861 года приказом командира Сибирской флотилии и портов Восточного океана контр-адмирала П. В. Казакевича «Иртыш» и «Байкал» были исключены из списков судов Сибирской флотилии по ветхости и сданы к порту. Их переоборудовали под блокшивы, для устройства магазинов (военных складов). «Иртыш» был разобран в Николаевске после 1862 года.

## Командный состав

### Командиры
- ??.??.1843—12.07.1845 капитан 1-го ранга И. В. Вонлярлярский
- 12.07.1845—??.??.1846 лейтенант, с 1846 года капитан-лейтенант В. К. Поплонский
- ??.??.1846-??.??.1847 А. И. Григорьев
- ??.??.1847—??.??.1849 капитан-лейтенант Д. И. Рудаков
- ??.??.1850—??.07.1850 капитан-лейтенант П. И. Гарновский
- ??.07.1850—??.??.1852 капитан-лейтенант А. А. Васильев
- ??.??.1853—23.04.1854 лейтенант П. Ф. Гаврилов
- 23.04.1854—29.03.1855 капитан-лейтенант Н. М. Чихачёв
- ??.??.1855—??.??.1855 КФШ мичман (лейтенант) А. И. Энквист (врио)
- ??.??.1855—??.05.1856 капитан-лейтенант П. Ф. Гаврилов
- ??.06.1856—??.??.1857 капитан-лейтенант А. А. Болтин
- ??.??.1858—??.??.1859 лейтенант Д. Д. Иванов
- ??.??.1860—??.??.1862 лейтенант А. С. Маневский

### Старшие офицеры
- ??.??.1843—12.07.1845 лейтенант В. К. Поплонский
- ??.??.1852—??.??.1853 лейтенант Н. В. Рудановский
- ??.??.1853—25.11.1853 КФШ поручик Чудинов (умер во время зимовки 1853—1854 года)

### Другие
- ??.??.1843—??.??.1845 лейтенант А. А. Васильев
- ??.??.1843—??.??.1845 КФШ подпоручик П. Ф. Гаврилов
- ??.??.1843—??.??.1845 КФШ прапорщик, с 22.03.1844 подпоручик А. М. Гаврилов (совмещал военно-морскую службу со службой в РАК)
- ??.??.1843—??.??.1845 КФШ кондуктор Н. И. Шарыпов
- ??.??—1849—??.?? лейтенант К. Е. Енгалычев
- ??.??—1849—??.?? Вагранов
- — 185? — КФШ штабс-капитан А. М. Чудинов

## Память
- В 1887 году рабочие Владивостокского порта установили в посёлке Заветы Ильича в бухте Постовая цементный памятник «Умершим от цинги морякам в зиму с 1853 по 1854 с транспорта „Иртыш“». На нём нанесена надпись:

От Владивостокского порта 1887 года.

Умершимъ

отъ цинги

В зиму съ 1853 на 1854 г.

Транспорта Иртышъ

Штурманъ Поручикъ Чудиновъ

и 12 человѣкъ нижнихъ чиновъ.

Корабля Николай Рос.-Амер. Ком.

4 матроса и 2 матроса постовой

команды

- Непосредственно на месте захоронений, напротив «Угольного пирса», в настоящее время, установлен металлический крест с надписью:

Здесь находится кладбище

военных моряков погибших

во время зимовки

в бухте «Постовой»

1853 — 1854 г.г.

### Другие суда, носившие имя Иртыш
- Иртыш — бот, заказан по представлению начальника Иркутского Адмиралтейства в 1834 году, заложен 21.02.1837 в Иркутском адмиралтействе. Строитель Вишневский, конструктор Мордвинов. Спущен 16.09.1838. Размерения: 19,4 × 6,3 × 2,1 м. (89ф.9д. х 25ф.9д. х 17ф.5д.). В 1839—1844 годах работал на озере Байкал, перевозя грузы, почту и пассажиров. Продан в 1844 году русскому подданному Либгарду.
- Иртыш — транспорт, в 1904 году в составе судов 2-й Тихоокеанской эскадры участвовал в Цусимском сражении.
- Иртыш — минный (сетевой) заградитель Северного флота во время Первой мировой войны, переделанный из теплохода.
- Иртыш — вооружённый пароход Байкальской военной флотилии. Бывший озерный пароход Главода. В апреле 1921 года мобилизован, вооружен и включён в состав флотилии. Участвовал в ликвидации банд на реке Енисей. В октябре 1921 года разоружён и возвращен владельцу[50].
- Иртыш — плавбаза Морских сил Балтийского моря, действовала в 1930—1934 годах.
- Иртыш — госпитальное судно в составе Тихоокеанского флота.